# Aspen Vincent
Aspen Vincent (nacida como Aspen Miller, 8 de septiembre de 1975) es una actriz de voz, actriz y cantante de pop estadounidense.

## Carrera
En Ginger, Miller hace la voz de Dodie Bishop y una mujer alterada, también interpretó el papel de la bebe Alice en el episodio Huracán Alice de la serie Rugrats: Aventuras en Pañales, fue la voz de Amanda Payne en el piloto de Constant Payne, y ha hecho la voz para personajes de varios juegos de CD-ROM, incluyendo tres personajes diferentes para Everquest II.
Vincent cantó el himno nacional para Los Angeles Lakers, los Mighty Ducks de Anaheim, y los San Diego Chargers, participó en un grupo de a cappella llamado Groove 66 en el parque Disney California Adventure.
Inició su carrera profesional en los estudios de grabación, grabando regularmente jingles y anuncios publicitarios, así como proporcionando voz cantada para los personajes de Disney para sus producciones en giras. Aspen pasó entre 2004 y 2005 actuando cada noche en el hotel y casino Paris Las Vegas como la protagonista femenina Scaramouche en el musical de rock We Will Rock You, donde conoció a su futuro marido, Tony Vincent, un cantante y actor de teatro.
De octubre de 2006 a octubre de 2007, viajó con Meat Loaf como su dúo y vocalista de respaldo en su tour Seize the Night, cantando éxitos como I'd Do Anything for Love y Paradise by the Dashboard Light, actuando también con él en el John Labatt Centre, Londres, Ontario para el concierto 3 Bats Live, apareciendo también en el documental In Search of Paradise.
Aspen también viajó con el elenco de Dirty Dancing en América con su marido Tony.
Aspen fue un éxito en la producción de Broadway en el musical Brodway American, un espectáculo con canciones de la popular banda Green Day.

## Vida personal
Aspen está casada con el cantante Tony Vincent con quien tiene una hija de nombre Sadie Day nacida el 2 de abril de 2012.